# Nancy Kulp
Nancy Jane Kulp (Harrisburg, 28 agosto 1921 – Palm Desert, 3 febbraio 1991) è stata un'attrice e doppiatrice statunitense.

## Biografia
È stata attiva sul grande schermo dal 1951 e lavorò come attrice e doppiatrice. Tra i film da lei doppiati, è da ricordare Gli Aristogatti (1970), in cui prestò la voce a Frou-Frou, la cavalla di M.me Adelaide Bonfamille. 
Il suo ruolo più famoso fu quello di Miss Jane Hathaway nella popolare serie televisiva The Beverly Hillbillies, trasmessa dalla CBS negli anni sessanta.
Morì di cancro nel 1991, all'età di 69 anni.

## Filmografia

### Cinema
- Mariti su misura (The Model and the Marriage Broker), regia di George Cukor (1951)
- Vivere insieme (The Marrying Kind), regia di George Cukor (1952)
- Nervi d'acciaio (Steel Town), regia di George Sherman (1952)
- Il cavaliere della valle solitaria (Shane), regia di George Stevens (1953)
- Occhio alla palla (The Caddy), regia di Norman Taurog (1953)
- Arrivan le ragazze (Here Come the Girls), regia di Claude Binyon (1953)
- Sabrina, regia di Billy Wilder (1954)
- È nata una stella (A Star Is Born), regia di George Cukor (1954)
- La figlia di Caino (The Shrike), regia di José Ferrer (1955)
- Nessuno resta solo (Not As a Stranger), regia di Stanley Kramer (1955)
- Il nipote picchiatello (You're Never Too Young), regia di Norman Taurog (1955)
- Conta fino a 3 e prega! (Count Three and Pray), regia di George Sherman (1955)
- Il suo angelo custode (Forever, Darling), regia di Alexander Hall (1956)
- Quadriglia d'amore (Anything Goes), regia di Robert Lewis (1956)
- Il cerchio della vendetta (Shoot-Out at Medicine Bend), regia di Richard L. Bare (1957)
- God Is My Partner, regia di William F. Claxton (1957)
- La donna dai tre volti (The Three Faces of Eve), regia di Nunnally Johnson (1957)
- Baciala per me (Kiss Them for Me), regia di Stanley Donen (1957)
- L'alto prezzo dell'amore (The High Cost of Loving), regia di José Ferrer (1958)
- Cinque vie per l'inferno (Five Gates to Hell), regia di James Clavell (1959)
- Faccia di bronzo (The Last Time I Saw Archie), regia di Jack Webb (1961)
- Il cowboy con il velo da sposa (The Parent Trap), regia di David Swift (1961)
- The Two Little Bears, regia di Randall Hood (1961)
- Un tipo lunatico (Moon Pilot), regia di James Neilson (1962)
- Dove vai sono guai (Who's Minding the Store?), regia di Frank Tashlin (1963)
- Jerry 8¾ (The Patsy), regia di Jerry Lewis (1964)
- Strani compagni di letto (Strange Bedfellows), regia di Melvin Frank (1965)
- La valle dell'orso (The Night of the Grizzly), regia di Joseph Pevney (1966)

### Televisione
- TV Reader's Digest – serie TV, episodio 1x19 (1955)
- Topper – serie TV, episodio 2x35 (1955)
- General Electric Theater – serie TV, episodio 4x11 (1955)
- The Bob Cummings Show – serie TV, 15 episodi (1955-1959)
- Navy Log – serie TV, episodio 1x23 (1956)
- The 20th Century-Fox Hour – serie TV, episodio 1x18 (1956)
- Date with the Angels – serie TV, 4 episodi (1957)
- Indirizzo permanente (77 Sunset Strip) – serie TV, episodi 1x04-5x35 (1958-1963)
- Maverick – serie TV, episodi 2x24-3x07 (1959)
- Pete and Gladys – serie TV, episodi 1x16-2x24 (1961-1962)
- Outlaws – serie TV, episodio 2x13 (1962)
- Ai confini della realtà (The Twilight Zone) – serie TV, episodio 3x25 (1962)
- Io e i miei tre figli (My Three Sons) – serie TV, episodi 2x21-2x24 (1962)
- Hawaiian Eye – serie TV, episodio 3x37 (1962)
- The Beverly Hillbillies – serie TV, 246 episodi (1962-1971)
- Sanford and Son – serie TV, 5 episodi (1975-1976)
- Love Boat (The Love Boat) – serie TV, 3 episodi (1978-1981)
- In viaggio nel tempo (Quantum Leap) – serie TV, episodio 1x04 (1989)

### Doppiatrice
- Gli Aristogatti (The Aristocats), regia di Wolfgang Reitherman (1970)

## Doppiatrici italiane
- Wanda Tettoni in Nervi d'acciaio, Il nipote picchiatello, Sabrina, Il cowboy con il velo da sposa, Un tipo lunatico
- Maria Saccenti in Occhio alla palla, Dove vai sono guai!
- Anna Miserocchi in Mariti su misura
- Clelia Bernacchi in La donna dai tre volti
- Franca Dominici in Jerry 8¾[1]
- Alina Moradei in Love Boat[2]
- Liliana Jovino in The Beverly Hillbillies

Da doppiatrice è stata sostituita da:
- Clelia Bernacchi in Gli Aristogatti